# 国道13号 (韩国)
国道13号，又称莞岛－锦山线，是大韩民国的一条南北向国家级公路。路线北起忠清南道锦山郡锦城面（与国道37号相连），途经光州广域市，南至全罗南道莞岛郡莞岛邑（与国道77号和国家支援地方道13号相连）。其全线整体位于大韩民国西南部，全长约308.9千米，于1971年8月31日开始规划建设，于1981年8月17日开通部分路段。

## 主要途径城市

### 全罗南道（A段）
莞岛郡 - 海南郡 - 灵岩郡 - 罗州市

### 光州广域市
光州广域市

### 全罗南道（B段）
潭阳郡 - 谷城郡 - 南原市 - 淳昌郡 - 任实郡 - 长水郡 - 镇安郡

### 忠清南道
锦山郡

## 主要途径道路
- 湖南高速公路
- 高敞潭阳高速公路
- 国道1号
- 国道2号
- 国道15号
- 国道17号
- 国道18号（朝鲜语：국도 제18호선）
- 国道19号
- 国道21号（朝鲜语：국도 제21호선）
- 国道22号
- 国道23号（朝鲜语：국도 제23호선）
- 国道24号
- 国道26号（朝鲜语：국도 제26호선）
- 国道27号（朝鲜语：국도 제27호선）
- 国道29号
- 国道30号（朝鲜语：국도 제30호선）
- 国道37号（朝鲜语：국도 제37호선）
- 国道77号（朝鲜语：국도 제77호선）
- 国道79号（朝鲜语：국도 제79호선）
- 13国家支援地方道13号（朝鲜语：국가지원지방도 제13호선）
- 15国家支援地方道15号（朝鲜语：국가지원지방도 제15호선）
- 49国家支援地方道49号（朝鲜语：국가지원지방도 제49호선）
- 55国家支援地方道55号（朝鲜语：국가지원지방도 제55호선）
- 60国家支援地方道60号（朝鲜语：국가지원지방도 제60호선）
- 68国家支援地方道68号（朝鲜语：국가지원지방도 제68호선）